# Paul Gerhard von Puttkamer
Paul Gerhard von Puttkamer (* 1866 in Stolp; † 17. November 1941 in Hannover) war ein deutscher Offizier, Theaterintendant und Schriftsteller.

## Leben und Wirken
Paul Gerhard Freiherr von Puttkamer begann 1886 seine Offizierslaufbahn in Hannover beim 73. Infanterieregiment, dem er bis 1894 angehörte. Von 1903 bis 1906 nahm er als Kompanieführer an der Waldersee-Expedition teil. Nachdem er aus Gesundheitsrücksichten seinen Abschied genommen hatte, war er seit 1909 bei der Intendanz des Hoftheaters in Stuttgart informatorisch tätig und wurde 1911 mit der Leitung des damaligen Königlichen Theaters Hannover betraut. Er hatte sie inne, bis mit dem 1. Januar 1920 das Theater in Eigentum der Stadt Hannover überging.